# Guzmán Corujo
Guzmán Corujo Bríccola, noto semplicemente come Guzmán Corujo (Rodríguez, 2 agosto 1996), è un calciatore uruguaiano, difensore del Deportivo Cali.

## Caratteristiche tecniche
È un difensore centrale.

## Carriera

### Club
Cresciuto nel settore giovanile del Nacional, ha esordito in prima squadra il 13 marzo 2017 disputando l'incontro di Primera División Profesional de Uruguay vinto 4-3 contro il Sud América.
Il 30 agosto 2021 firma per lo Charlotte FC, ma rimanendo fino a fine stagione al Nacional, per poi poter iniziare dal 1º gennaio 2022 a giocare in MLS.

## Statistiche
Statistiche aggiornate al 16 dicembre 2021.

### Presenze e reti nei club
| Stagione                   | Squadra                    | Campionato                 | Campionato | Campionato | Coppe nazionali | Coppe nazionali | Coppe nazionali | Coppe continentali | Coppe continentali | Coppe continentali | Altre coppe | Altre coppe | Altre coppe | Totale | Totale | Totale |
| Stagione                   | Squadra                    | Comp                       | Pres       | Reti       | Comp            | Pres            | Reti            | Comp               | Pres               | Reti               | Comp        | Pres        | Reti        | Pres   | Reti   |        |
| -------------------------- | -------------------------- | -------------------------- | ---------- | ---------- | --------------- | --------------- | --------------- | ------------------ | ------------------ | ------------------ | ----------- | ----------- | ----------- | ------ | ------ | ------ |
| 2017                       | Nacional                   | PD                         | 3          | 0          |                 | -               | -               | CL                 | 0                  | 0                  |             | -           | -           | 3      | 0      |        |
| 2018                       | Nacional                   | PD                         | 10         | 0          |                 | -               | -               | CL                 | 9                  | 1                  | SU          | 1           | 0           | 20     | 1      |        |
| 2019                       | Nacional                   | PD                         | 28         | 1          |                 | -               | -               | CL                 | 5                  | 0                  |             | -           | -           | 33     | 1      |        |
| 2020                       | Nacional                   | PD                         | 31         | 0          |                 | -               | -               | CL                 | 3                  | 0                  | SU          | 1           | 0           | 35     | 0      |        |
| 2021                       | Nacional                   | PD                         | 13         | 1          |                 | -               | -               | CL/CS              | 5/2                | 0/1                | SU          | 1           | 0           | 20     | 2      |        |
| Totale Nacional Montevideo | Totale Nacional Montevideo | Totale Nacional Montevideo | 85         | 2          |                 | -               | -               |                    | 23                 | 2                  |             | 3           | 0           | 111    | 4      |        |
| 2022                       | Charlotte FC               | MLS                        | 0          | 0          |                 | -               | -               |                    | -                  | -                  |             | -           | -           | 0      | 0      |        |
| Totale carriera            | Totale carriera            | Totale carriera            | 85         | 2          |                 | -               | -               |                    | 23                 | 2                  |             | 3           | 0           | 111    | 4      |        |

## Palmarès

### Club

#### Competizioni nazionali
- Supercopa Uruguaya: 1

Nacional: 2019
- Campionato uruguaiano: 2

Nacional: 2019, 2020